# 高锝酸铵
高锝酸铵，化学式 NH4TcO4 是高锝酸 HTcO4的铵盐。

## 性质

### 物理性质
高锝酸铵是四方晶系，空间群 I41/a，晶格参数为 a = 577.5 pm 和 c = 1325.2 pm （25 °C）。

### 化学性质
高锝酸铵会和无水氟化氢反应，形成高锝酰氟 TcO3F。
高锝酸铵被氢气还原时，会形成锝金属。这个反应要在600 °C 下反应，温度太低会产生二氧化锝。
{\displaystyle {\ce {NH4TcO4 + 2 H2 -> Tc + 4 H2O + 1/2 N2}}}
它在三氟甲磺酸和三氟甲磺酸酐的混合物中经黄色的三氟甲磺酸高锝酰和紫色的六价锝中间体，最终被还原为绿色的(NH4)2[TcO(OTf)5]，这一化合物在潮湿空气中缓慢水解，得到(NH4)4[{TcO(TcO4)4}4]·10H2O。